# 오에다촌
오에다촌(大枝村)은 후쿠시마현 다테군에 일찍이 존재했던 촌이다.

## 역사
- 1889년 4월 1일 - 정촌제 시행에 의해 3촌의 구역으로 성립하였다.
- 1954년 
  - 3월 31일 - 후지타정, 오키도촌, 모리에노촌, 고사카촌과 합병해, 구니미정이 성립하여. 동일 오에다촌은 폐지되었다.
  - 7월 6일 - 구니미정의 구촌 지역중 일부가 야나가와정에 편입되었다.

## 분촌 합병에 대하여
구니미정에 편입된 후, 오에지역에서 주민운동이 일어나고 히가시오에지역에서 분립해 야나가와정에 편입되었다.

## 참고문헌
- 角川日本地名大辞典 7 福島県

1. ↑  http://www.city.fukushima-date.lg.jp/uploaded/attachment/7276.pdf
2. ↑  http://www3.schoolweb.ne.jp/weblog/index.php?id=0710097&date=20170331
3. ↑  旧大枝村地域には小学校・中学校が大枝小学校・大枝中学校の各1校しかなかったため、東大枝地区の梁川町編入に伴いそれぞれ国見町梁川町大枝小中学校組合立大枝小学校・国見町梁川町大枝小中学校組合立大枝中学校となった。(小学校は1961年3月国見町梁川町大枝小学校組合立大枝小学校に改称、2006年1月伊達市国見町組合立大枝小学校に改称。中学校は1961年3月に閉校された。)大枝中学校の閉校後、大枝小学校の卒業生は、西大枝・川内地区では国見町立県北中学校へ、東大枝地区では梁川中学校(梁川町立→伊達市立)へ進学した。国見町の小学校の統合により、組合は2012年（平成24年）3月31日に解散し、4月1日より旧東大枝村のみを通学域とする伊達市立大枝小学校になった。伊達市立大枝小学校は2017年（平成29年）3月31日に閉校された[1][2]。